# Potěmkinovy schody
Potěmkinovy schody (ukrajinsky Потьомкінські схо́ди) jsou hlavní pamětihodností a symbolem ukrajinského města Oděsa.

## Popis

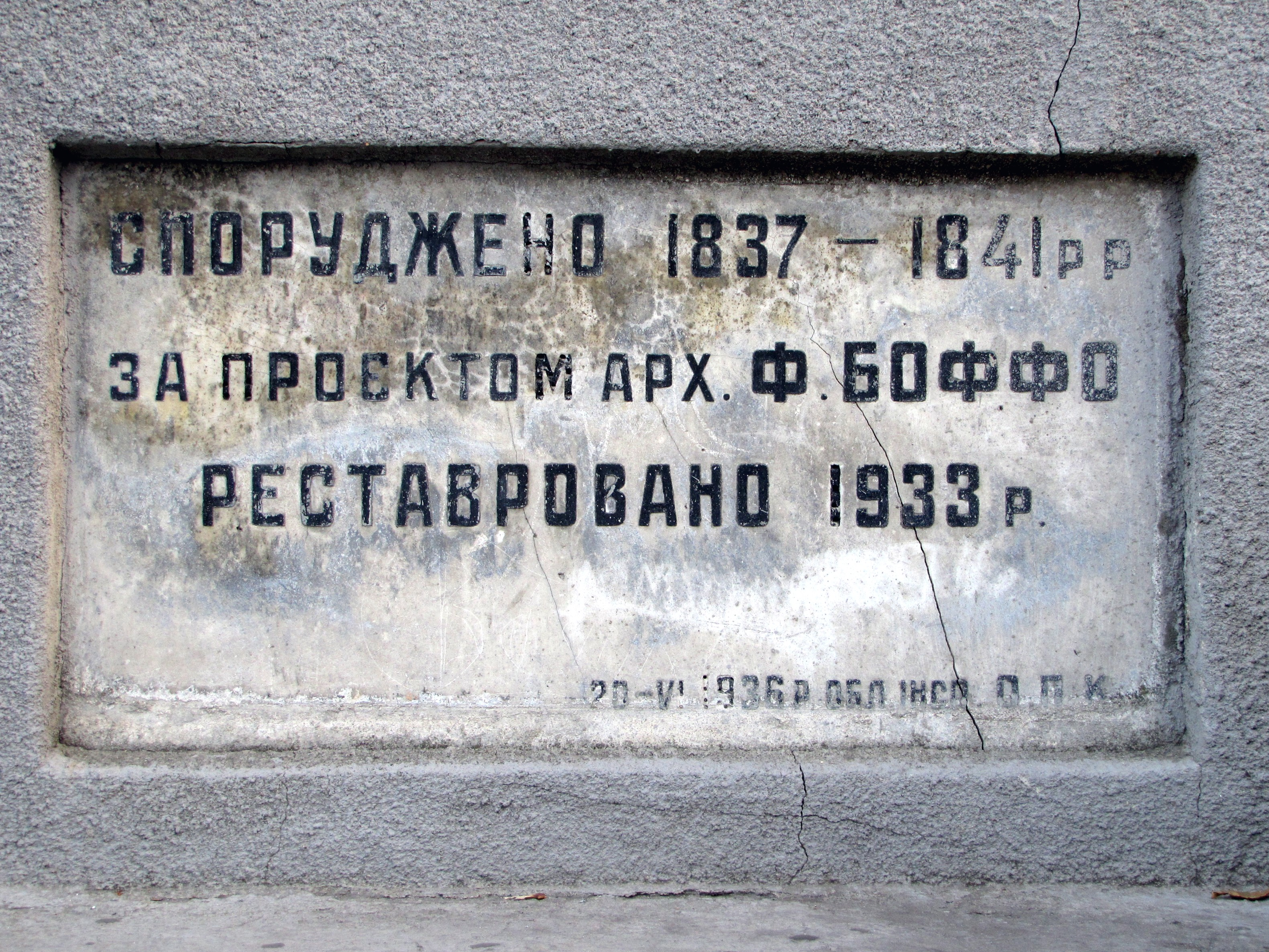
Pamětní deska připomínající výstavbu schodů

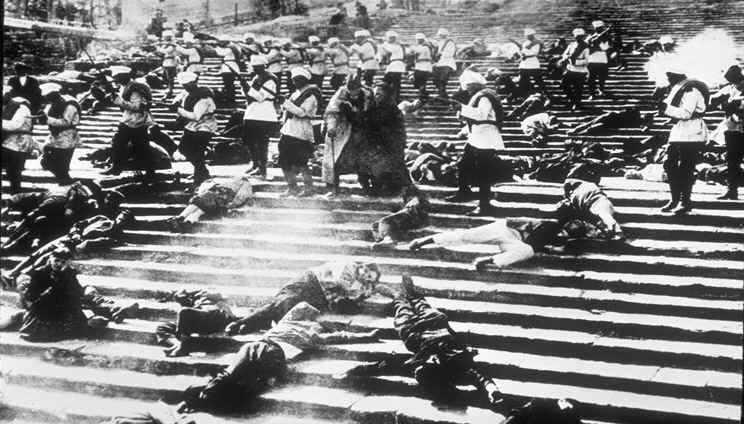
Scéna z filmu Křižník Potěmkin

Jsou prodloužením ulice Primorski Bulvar a svažují se k oděskému přístavu. Jsou dlouhé 142 metrů. Překonávají výškový rozdíl 27 metrů a mají celkem 192 stupňů (původně 200). Potěmkinovy schody se vyznačují optickým klamem – protože jsou dole širší (21,7 metru) než nahoře (12,5 metru), vypadají při pohledu zdola delší. Postaveny byly v letech 1837–1841, tehdy za 800 000 rublů. K jejich výstavbě bylo užito pískovcových kamenů z Terstu, které však byly roku 1933 nahrazeny kameny žulovými, vytěženými v Jižním Bugu.
Schody se proslavily zejména scénami z filmu Sergeje Michajloviče Ejzenštejna Křižník Potěmkin. Zejména scéna s ujíždějícím kočárkem patří k nejslavnějším v celých dějinách filmu. Odtud také dnešní název schodiště. V minulosti se nazývalo Richelieuovy schody, Primorské schody nebo Velké schody. Název Potěmkinovy schody byl oficiálně přidělen roku 1955, v roce 30. výročí vzniku Ejzenštejnova filmu. Po rozpadu Sovětského svazu byl název změněn znovu na Primorské schody, avšak mezi obyvateli přežívá název ze sovětské éry a stejně tak v turistických průvodcích jsou schody stále nazývány Potěmkinovy.
Richelieuovy schody či schody vévody de Richelieu se původně jmenovaly na počest Armanda-Emmanuela du Plessis de Richelieu, kterého ruský car Alexandr I. Pavlovič jmenoval guvernérem Oděsy a Nového Ruska. Působil v této funkci v letech 1803–1814. Později, po restauraci Bourbonů ve Francii, se stal francouzským státníkem. Socha vévody Richelieu se dodnes nachází na horním konci schodiště.
Vedle schodiště dnes jezdí lanová dráha. Dráha pro ni vznikla roku 1906. Roku 1970 byla lanová dráha zrušena a nahrazena eskalátorem, v roce 2005 však byla znovuzprovozněna.